# Einzelfallentscheidung
Einzelfallentscheidung ist eine Entscheidung, die auf besonderen Umständen, oftmals auf einer Ausnahmegrundlage eines Einzelfalls beruht. Es gibt auch Gesetze sowie Grundsatzentscheidungen, die mit einem Nachtrag versehen sind, so dass Einzelfallentscheidungen davon abweichend sein können.
Im deutschen Verwaltungsrecht ist ein Einzelfall i. S. d. § 35 Satz 1 VwVfG ein Verwaltungsakt, der konkret-individuell ist (konkret = Regelung nimmt Bezug auf einen bestimmten Sachverhalt; individuell = ein bestimmter Personenkreis ist Empfänger des Verwaltungsaktes).
Im Medizinrecht wird auch davon gesprochen, dass diese Entscheidung oder dieses Urteil keine sogenannte präjudizierende Wirkung besitze. Das bedeutet, wenn eine Einzelfallentscheidung getroffen wurde, dass diese Entscheidung nicht automatisch auf alle anderen gleichwertigen Fälle bezogen werden kann. Als Beispiel sei hier die Kostenübernahme von Krankenkassen für eine besondere Behandlung angeführt, die gemäß einer Einzelfallentscheidung gewährt wurde. Darauf können sich nun andere Patienten nicht berufen, um selbst eine Kostenübernahme gewährt zu bekommen. Dennoch zeigt die Praxis, dass das Sammeln verschiedener Einzelfallentscheidungen zum gleichen Thema und die damit verbundene Argumentation, eine Verallgemeinerung der einzelnen Fälle, sei es bei Krankenkasse, Behörde oder bei Gericht, bewirken kann.